# زرگر

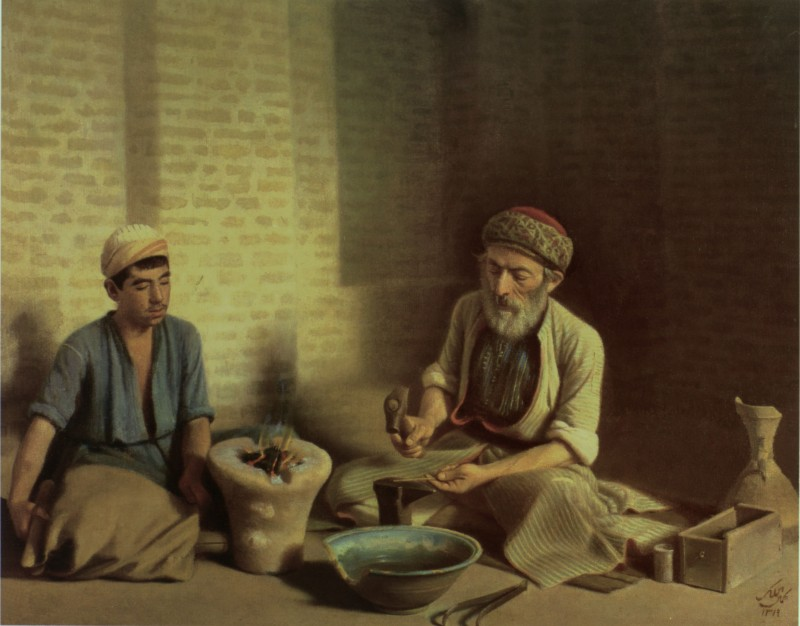
زرگر بغدادی اثر کمال‌الملک

زرگر یا طلاساز شاخه‌ای از فلزکاری است که دارای تخصص در کار با طلا و دیگر فلزات گران‌بها، برای ساخت یا مونتاژ محصولات لوکس فلزی می‌باشد. از لحاظ تاریخی، زرگرها به ساخت ظروف تزئینی، گلدان، فنجان و سرویس‌های نقره نیز می‌پرداختند ولی افزایش قیمت جهانی فلزات گران‌بها، محدودیت‌های زیادی را در اقلام این صنف ایجاد نموده است.